# Gymnasium Am Kothen
Das Gymnasium Am Kothen ist ein bilinguales Gymnasium in Wuppertal. Ein besonderer Schwerpunkt liegt auf dem künstlerisch-musischen Bereich.

## Geschichte
Gegründet wurde die Schule 1823 als höhere Stadtschule, in der zunächst Mädchen und Jungen gemeinsam unterrichtet wurden. Die Mädchen zogen zum Karlsplatz um, dort entwickelte sich die Schule zu einem Mädchengymnasium: Zuerst wurde sie 1926 zum Oberlyzeum Mittelbarmen, welches 1935 mit dem Lyzeum Unterbarmen zusammengelegt wurde. Als im Zweiten Weltkrieg das Schulgebäude zerstört wurde, zog die Schule nach Erfurt. Im Oktober 1945 wurde der Unterricht der Städtischen Oberschule für Mädchen in den Räumen des ehemaligen Oberbarmer Lyzeums mit Frauenschule an der Sternstraße, welches 1886 aus Filialklassen der Mädchenschule am Karlsplatz entstanden ist, wiederaufgenommen.
Die Stadt Wuppertal beschloss 1961 einen Neubau des jetzigen Mädchengymnasiums Barmen am Rand des Kothener Waldes, der 1965 fertiggestellt wurde. Die Koedukation wurde 1970 wiedereingeführt. Seit 1971 hat die Schule den heutigen Namen Gymnasium Am Kothen. Ein bilingualer Zweig deutsch - englisch ab der fünften Klasse wurde 1995 eingeführt.